# Куруци

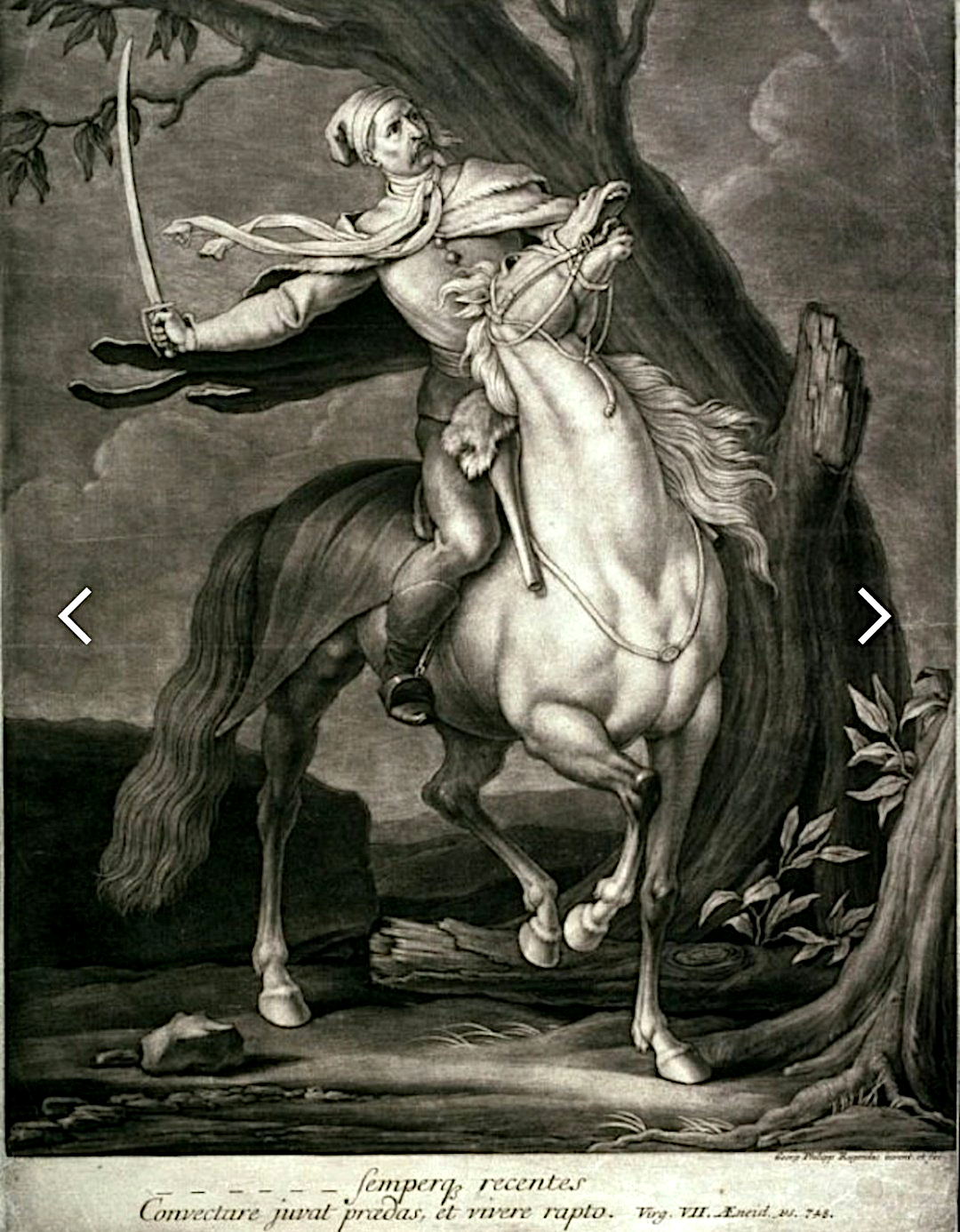
Куруцький кавалерист

Ку́руци (угор. kuruczok/kurucok, словац. kuruci, від лат. слова «crux» - «хрест») — учасники антигабсбурзьких повстань в Королівстві Угорщина в період з 1671 по 1711 роки.
Здебільшого куруцами були етнічні угорці, точніше мадяри і секеї, але серед них також були присутні словаки та русини.

## Назва
На думку вченого XVIII ст.  Матіаса Белла, термін використовувався в 1514 році для позначення повсталих озброєних селян на чолі з Дьєрдем Дожею в Угорщині. Белл припустив, що слово Kuruc отримано з латинського слова "Круціо" (хрестоносець) і в кінцевому рахунку з «CRUX" (хрест). Послідовників Дожі називали «хрестоносцями», тому що селянське повстання починалося як офіційний хрестовий похід проти Османської імперії.
Сьогодні деякі угорські етимологи (Tótfalusi István)  не приймають теорію Белла і вважають, що слово з'явилося в 60-х роках XVII століття у формах «куруци», «kuroc» або «kurudsch», що мають невідоме походження. Його оригінал мав таке значення -бунтівник, прихильник, дисидент. 
У 1671 році назва використовувалася в Угорщині для позначення благородних біженців з Угорського королівства. Згодом назва стала популярною і використовувалася з 1671 року до 1711 року в текстах словацькою і турецькою мовами, щоб позначити заколотників Угорщини та північної Трансільванії, що борються проти Габсбургів та їх політики.
Бунтівники першого куруцького повстання називали себе втікачами або в офіційній термінології «різні  загони втікачів - барони, знать, кіннота та солдати піхоти - хто бореться за матеріальну та духовну свободу угорської батьківщини».
Лідер останніх повстань, Ференц II Ракоці, також не використовував цей термін. Сучасні джерела часто використовували слово «malcontents», щоб позначити заколотників.
Протилежний термін (широко поширений після 1678 року ) був «labanc» (від угорського слова «lobonc», буквально «довге волосся», відносився до  перук, які носили австрійські солдати) позначав австрійців та їхніх прихильників.
Пруссаків також називали куруцами в угорській літературі, зокрема в творах Джозефа Гвадані в 1790 році. Причина цього дивного використання слова була в тому, що всіх ворогів Габсбургів ототожнювали з куруцами.
В кінці XVIII століття термін вийшов з широкого використання, і став виключно історичною назвою для повстанців Ракоці і Текелі.
В сучасній угорській мові слово «kuruc» іноді використовується, для позначення патріотичних людей, які готові боротися за інтереси угорської нації. «Kuruc» - також назва націоналістичної угорської газети.

## Історія

### Перше повстання куруців

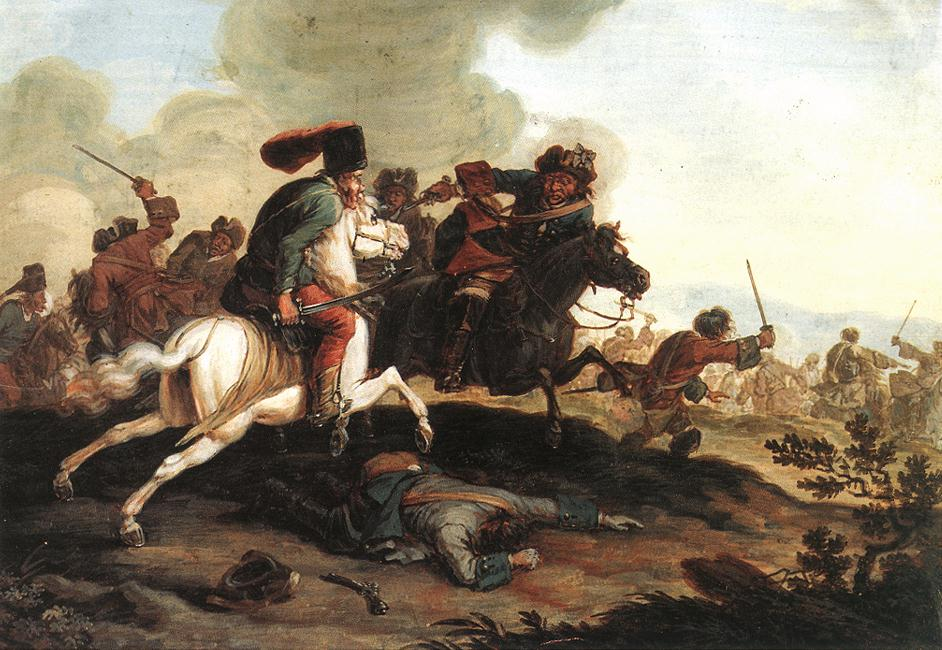
Куруци

Перше повстання куруців відбулось у 1672 році. Куруцька армія об'єдналася в Партіумі, де знаходились численні біженці різного походження та статусу, що знайшли притулок від релігійного і політичного переслідування, випадки якого мали місце в Угорщині. Вони назвали себе exiled (втікачі). Куруци були озброєні  головним чином пістолетами та легкими шаблями. Їх тактика та стиль війни були типові для легкої кінноти. Основу складали протестанти, незадоволені габсбурзькою контрреформацією, дрібна знать (що трималася за свої привілеї, які габсбурзький суд хотів зняти) та солдати з végvárs (прикордонних замків), звільнені з армії австрійськими генералами.
Спочатку армія куруців вторглась в Верхню Угорщину в серпні 1672 року, де вони завоювали замки Діошдьор, Онод, Сендре і Токай. Після того, як вони перемогли габсбурзьку армію Паріса фон Шпанау поруч з містом Кошіце, до них приєднались міста Верхньої Угорщини та велика кількість незадоволених з північних округів, населених словаками та русинами.
Двома лідерами армії «втікачів» були Пал Сепеші і Матіаш Сухан, представники дрібних родів, які брали участь в інших антигабсбурзьких рухах.
Згідно зі спогадами Пала Сепеші, «втікачі» почали грабунки в північних районах: Під маскою переслідування папістів вони грабували цілі округи. Ми почали вбивати грабіжників, але марно — вони не поважали ніяких офіцерів."
Відень негайно вжив заходів: були направлені додаткові війська. 26 жовтня 1672 габсбурзька армія перемогла куруців біля Gyurkó (більш пізня назва - Györke, словацька Дюрк). Вони змушені були відступити за річку Тиса.
Після цього успіху уряд почав систематичне релігійне і політичне переслідування бунтівників у Королівській Угорщині. Найбільш ганебним випадком був суд над 300 протестантськими пасторами, які були засуджені до страти у 1674 році, але пізніше були продані в рабство на галери в Неаполь. Це викликало протести по всій Європі.

### Спільнота втікачів
У 1675 році «втікачі» зайняли Дебрецен. Пізніше в тому ж році місто захоплювали три різні армії, що було нормально в той час для неспокійної Верхньої Угорщини.
Втікачі робили спроби організувати  незалежне співтовариство, назване «universitas» або «communitas». Вони випустили декрети, послані представникам іноземних держав, зробили печатку і створили Дієти (збори). У той час їх уже називали «kuruc», хоча вони самі себе так ніколи не називали. Між 1674 і 1678 роками їх лідером був граф Пал Вешшелені, кузен покійного пфальцграфа Ференца Вешшелені.
«Втікачі» встановили дипломатичні зв'язки з Польщею в 1674 році та Францією в 1675 році. У травні 1677 Франція, Польща, Князівство Трансільванії та «Спільнота втікачів» підписали угоду у Варшаві. Згідно з нею, французький король Людовик XIV гарантував 100000 талерів і допомогу. «Втікачі» були зобов'язані напасти на Габсбургів з армією розміром принаймні 15 000 чоловік. Михайло Апафі, Великий князь Трансільванії, надав військову та фінансову підтримку повстанцям.
Восени 1677 року 2000 французьких, польських і татарських солдатів прибуло у Верхню Угорщину. Ця маленька армія на чолі з полковником Бомонтом  була не в змозі серйозно загрожувати імперській перевазі. Королівство Угорщина стало одним з місць війни між Леопольдом I і королем Франції. Президент віденського гофкрігсрату, Раймондо Монтекукколі створив план «умиротворення» під назвою «L'Ungheria nell'anno 1677». Згідно з цим планом Королівська Угорщина займається трьома австрійськими арміями, залишки угорської конституції скасовуються і починається програма німецької колонізації території. Канцлер Пол Хокер, один з найвпливовіших людей в Габсбурзькому уряді, погодився з планом Монтекукколі. На Таємній Раді він оголосив, що «всі угорці - зрадники».

### Під керівництвом Мігая Телекі

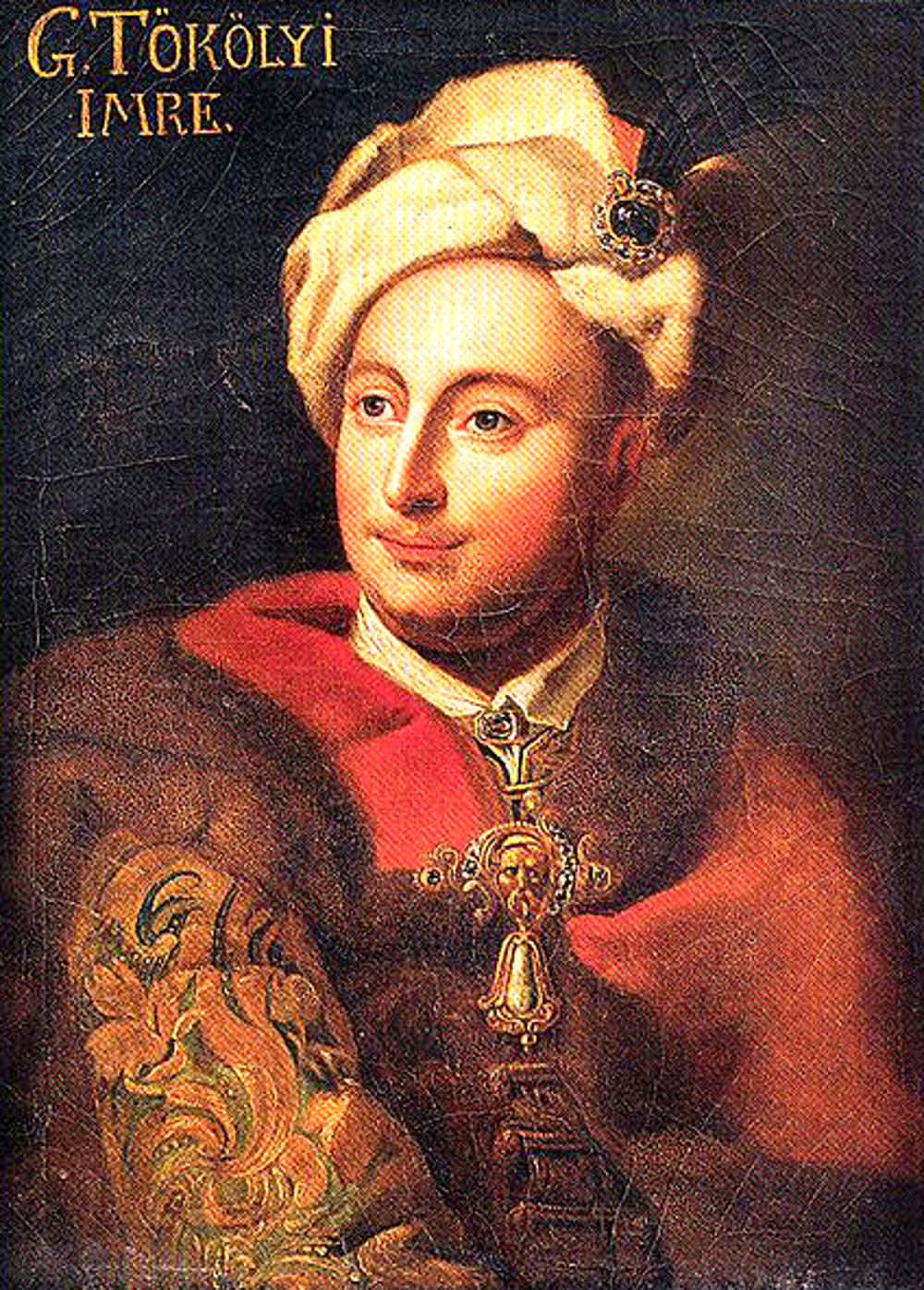
Імре Текелі

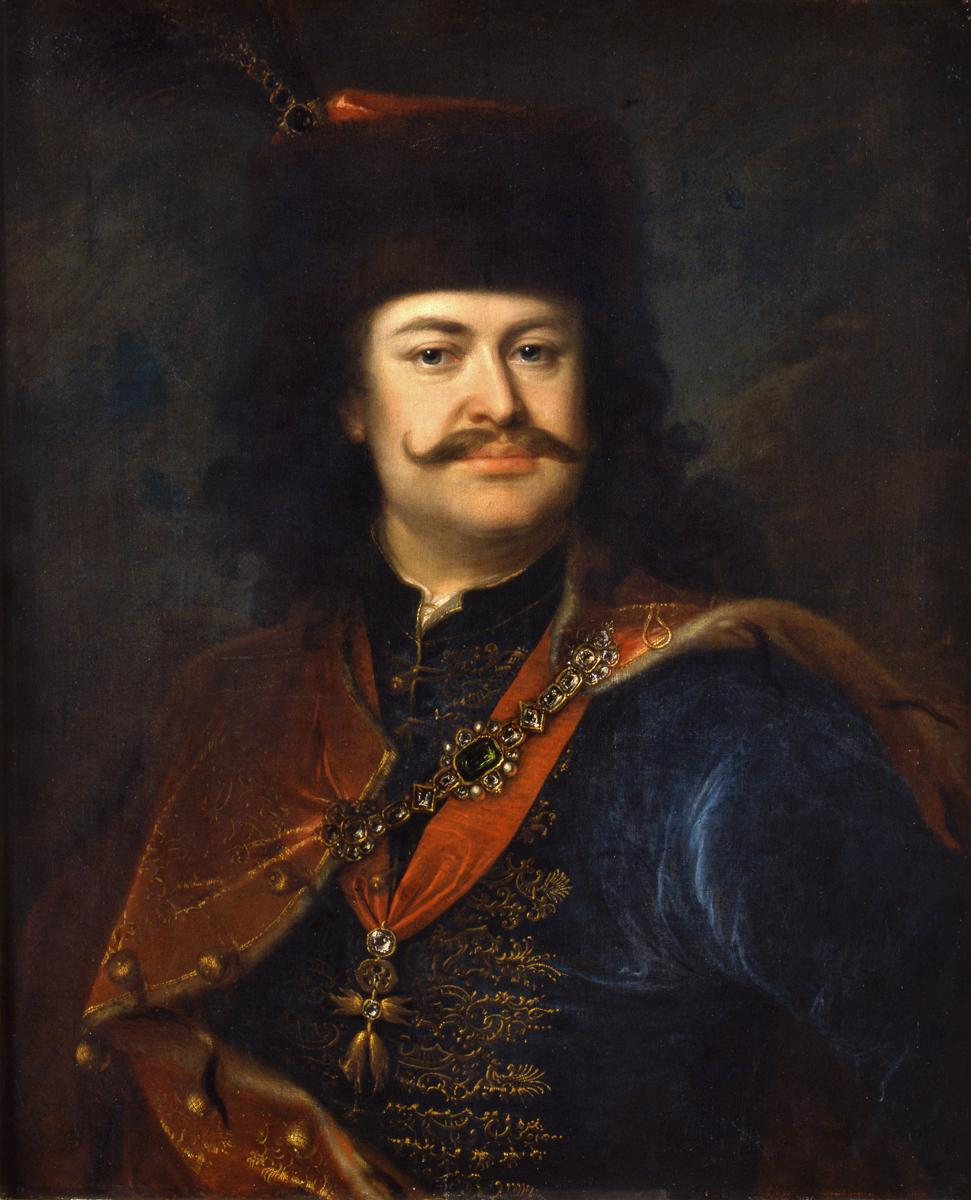
Ференц II Ракоці

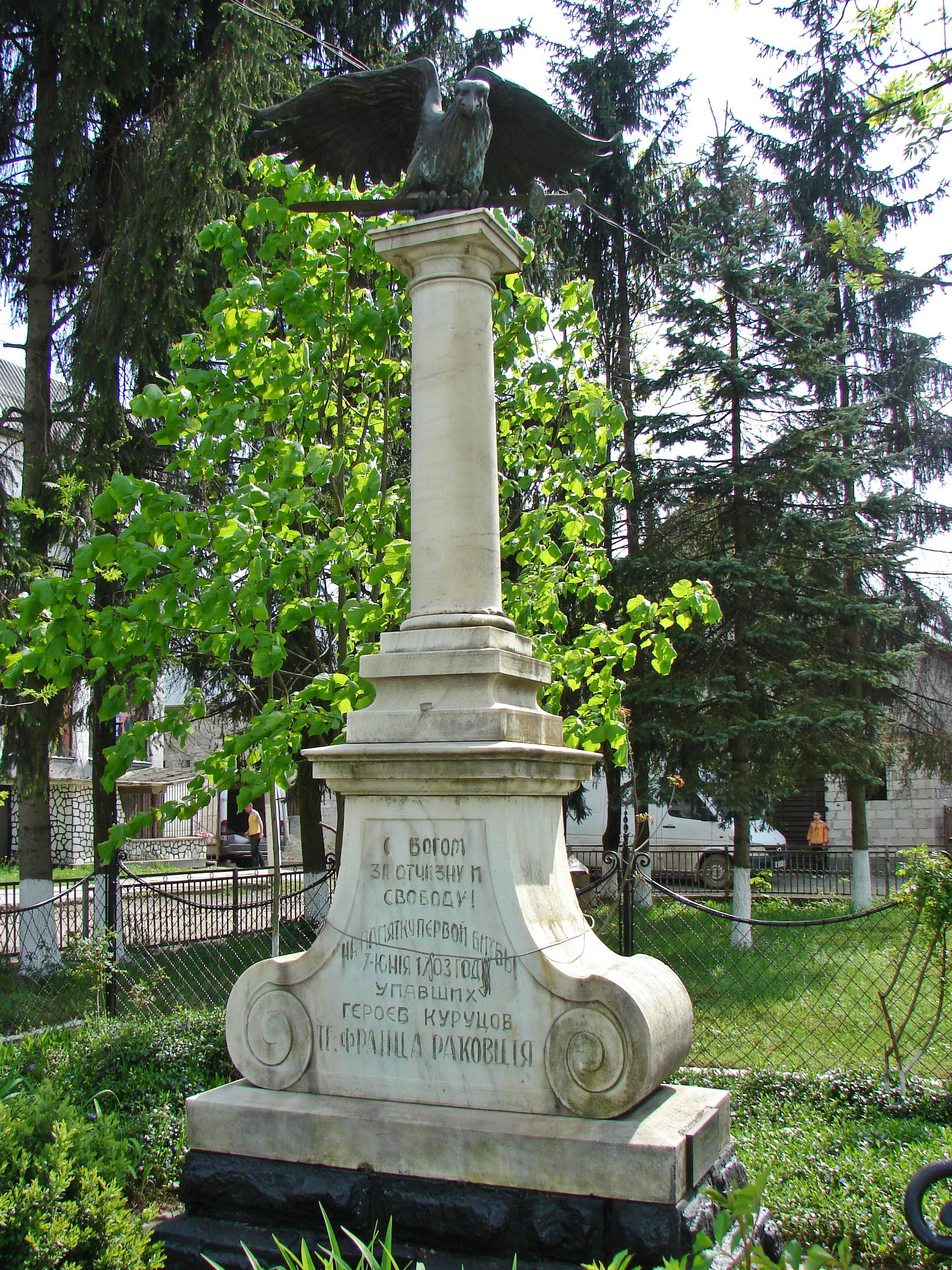
Пам'ятник героям-куруцам, що загинули в 1703 р. в с.Довге Іршавского району Закарпатскої області

У 1678 році втікачі вибрали Мігая Телекі, канцлера Трансільванії, своїм лідером. Принц (Великий князь) Михайло Апафі оголосив війну Австрії. Перед цим він повинен був просити дозвіл відлучитися у Османського султана (свого повелителя). Султан запропонував неприпустиму умову: у разі успіху вся Королівська Угорщина повинна стати частиною Османської імперії.
5 квітня 1678 принц Апафі випустив декларацію населенню Угорщини: він оголосив, що безпосередньо разом з Польщею та Францією піднімає зброю проти «важкого ярма утисків» і рекомендував «підкоритися могутньому турецькому імператорові, який володіє розумом і гострим оком».
Армія куруців разом з польськими і французькими військами добре просувалася у Верхню Угорщину, але вони негайно відступили в Трансільванію при появі перших габсбурзьких полків. Невдача зруйнувала образ Телекі як компетентного лідера. З іншої сторони маленький загін куруцької кінноти (8000 чоловік) швидко зайняв найважливіші шахтарські міста і замки Нижньої Угорщини.

### Під керівництвом Імре Текелі
У 1678 році один з найвпливовіших молодих дворян Верхньої Угорщини і Трансільванії, Імре Текелі оголосив війну Габсбургам. В серпні 1678 року його армія зайняла майже всю Нижню і Верхню Угорщину. Габсбурзьке правління в Королівській Угорщині швидко руйнувалося. Втікачі приєдналися до повстання Текелі, і офіційно обрали його своїм лідером у Хайдусобосло в січні 1680 року. Війська куруців були об'єднані у власну армію Текелі. До 1681 року Імре Текелі звільнив 13 північно—західних комітатів Угорщини та оголосив себе королем Верхньої Угорщини. Імператор Леопольд I Габсбург та Османська імперія визнали цей факт. Куруци Текелі надали допомогу османським військам в ході Австро-турецької війни 1683-1699 років.
Зближення з турками підірвало популярність Текелі в угорському народі, становище армії ускладнилося після поразки турків біля Відня у вересні 1683 року. У 1685 році загони куруців були розбиті і територія Північно-Східної Угорщини зайнята габсбурзькими військами, окрім замку Мункач, який доблесна Ілона Зріні героїчно обороняла до початку 1688 р. Підозрюваний султаном у зраді, Текелі був заарештований і кілька років провів у турецькій в'язниці. У 1690 році Імре Текелі був звільнений і зведений на трон Трансільванії - васального князівства Османської імперії.
У цей час історія куруців синонімічна з історією двох великих антигабсбурзьких повстань в Королівстві Угорщині між 1680 і 1711 роками, тобто повстання Текелі і Ракоці. Хоча ці рухи називають куруцькими війни, насправді ці антигабсбурзькі повстання мали набагато ширшу соціальну основу і більш складні політичні цілі, ніж визвольний рух куруців.

### Під керівництвом Ференца II Ракоці
21 травня 1703 розпочалося антифеодальне повстання селян-кріпаків на півночі Угорщини - в селах Вари та Тарпа. До кінця 1703 майже вся територія Угорського королівства знаходилася під контролем куруців, які вимагали ліквідації феодального та іноземного гніту.
    
У липні 1704 за підтримки русинських, угорських, румунських та словацьких селян Ференц II Ракоці звільнив від габсбурзьких військ Трансільванію, а в грудні 1705 р. - Задунайський край. Під впливом військових успіхів куруців до руху долучилася значна частина дворянства, що прагнула надати йому виключно антигабсбурзьку спрямованість.
Як свідчать письмові джерела, зокрема комітатські відомості про учасників національно-визвольної армії за 1703 р., на початку визвольної війни із 54 сіл Угочанського комітату в армію Ракоці пішло 659 чоловік, в Березькому з 117 сіл — 433 чоловіки, а Марамороська жупа забезпечила 4000 піхотинців та 800 кавалеристів. Ці цифри далеко не повні, але й вони дають підставу говорити про велику підтримку куруцької армії селянами Закарпаття в перший період визвольної війни 1703—1711 рр. Серед усіх воїнів своєї армії Ракоці найбільше цінив підкарпатських русинів, назвавши їх «gens fidelissima», тобто найвірнішим народом.
У вересні 1705 Національні збори Угорщини в Сечені відмовилося визнати угорським королем імператора Йосифа I і проголосили створення так званої конфедерації на чолі з Ракоці. Були створені органи виконавчої влади - Сенат і Економічна рада, угорська регулярна армія. У червні 1707 Національні збори в Оноді затвердили закон про усунення Габсбургів з угорського престолу. У вересні 1707 р. був підписаний таємний договір з Росією, проведено обмін послами.
Після  1707 р. селянство, переконавшись, що його основні вимоги залишаються незадоволеними, стало відходити від куруцького руху, незважаючи на прийняття Національними зборами в грудні 1708 закону про звільнення від кріпосної залежності учасників визвольної війни. 
У вересні 1708 р. поблизу містечка Тренчин та у січні  1710 р. біля Ромханя повстанці зазнали серйозних поразок у битвах з габсбурзькими військами. Серед дворян і католицького духовенства посилилося прагнення до миру з Габсбургами. На початку 1711 р. головнокомандувач повстанською армією, барон Шандо Карої вступив в таємні переговори з командувачем габсбурзькими військами графом Г. Пальфі і 30 квітня 1711 в Сатмарі (нині - Сату-Маре) уклав мирний договір. Фактично, перехід Закарпаття під владу Габсбургів уповільнив політику мадяризації українського населення.
1 травня 1711 армія куруців (12 тис. чол.) склала зброю на Майтенському полі. 22 червня 1711 р. капітулювала остання фортеця, яка  перебувала під контролем куруців - Мукачівський замок.

### Битви куруців на території сучасної України
На території сучасної України відбулись дві великі битви куруців з австрійцями та їх прихильниками (лабанцями). 
Перша битва відбулась 7 червня 1703 р. біля с. Довге Іршавського району. Довжанський бій був першою битвою Національно-визвольної війни 1703-1711 рр. Закінчився повною поразкою куруців. У 1903 р. в центрі с. Довге на братській могилі загиблих куруців встановлено пам’ятник - мармурову колону, увінчану турулом.
14-16 липня 1703 р. біля селища Вилок Виноградівського району відбулась друга велика битва, в якій повстанці-куруци здобули перемогу над лабанцями. З нагоди цієї події в 1906 р. на кордоні між селищем Вилок та селом Тисобикень було встановлено пам’ятник з турулом.

## В кіно
«Капітан Тенкеш» (Tenkes kapitánya) — режисер Тамаш Феєр (УНР, 1963-1964 рр.).